# Abraham de Moivre
Abraham de Moivre, född 26 maj 1667 i Vitry-le-François, död 27 november 1754, var en fransk matematiker. Han är kanske mest känd för de Moivres formel, som visar ett samband mellan komplexa tal och trigonometriska funktioner.
Efter upphävandet av ediktet i Nantes år 1685 flydde de Moivre, som var kalvinist, till England och bosatte sig i London. Han var medlem av vetenskapsakademierna i London, Paris och Berlin. Han utsågs av förstnämnda samfund till skiljedomare i den bekanta striden mellan Newton och Leibniz, angående vem av dem som var differentialräkningens upphovsman.
Philosophical Transactions innehåller flera avhandlingar av de Moivre. Dessutom skrev han Doctrine of chances or method of calculating the probabilities of events at play (1718; ny upplaga 1738), Miscellanea analytica de seriebus et quadraturis (1730) med mera. 
de Moivre räknade ut sin egen dödsdag. Han märkte mot slutet av sitt liv att han sov 15 minuter längre varje dag och antog att han därmed skulle dö den dagen han sov i 24 timmar. Han kom fram till att den dagen skulle vara den 27 november 1754 och han hade rätt.